# Privadas del Parque
Privadas del Parque är en ort i Mexiko.   Den ligger i kommunen Mineral de la Reforma och delstaten Hidalgo, i den sydöstra delen av landet, 80 km nordost om huvudstaden Mexico City. Privadas del Parque ligger 2 349 meter över havet och antalet invånare är 279.
Terrängen runt Privadas del Parque är kuperad norrut, men söderut är den platt. Runt Privadas del Parque är det tätbefolkat, med 982 invånare per kvadratkilometer. Närmaste större samhälle är Pachuca de Soto, 7,6 km norr om Privadas del Parque. Omgivningarna runt Privadas del Parque är i huvudsak ett öppet busklandskap.